# Lost in Harmony
『Lost in Harmony』（ロスト・イン・ハーモニー）は、フランスのインディーゲームスタジオDigixArtが開発したゲームソフト。

## 概要
本作は、自動的に走り続けるキャラクターを操作するランアクションゲームの要素と、BGMのリズムに合わせて操作する音楽ゲームの要素を併せ持ったゲームシステムを特徴としている。操作キャラクターは画面奥方向から手前側に向けて走行し、リズムに同期して前後左右から迫る障害物を避けたり路上の得点アイテムを取得したりしながらゴール地点への到達を目指す。
ゲームモードとして、青年カイト（Kaito）と病床の女友達アヤ（Aya）が夢の中の世界をスケートボードで滑走する「カイトの冒険」（英：Kaito's Adventure）と、自律型ロボット「M.I.R.A.I.」が研究所を脱出し様々な地域を疾走する「M.I.R.A.I.の冒険」（英：M.I.R.A.I. Escape）の2編の物語がオムニバス形式で収録されている。プレイ中のBGMは、前者は主に既存のクラシック音楽のアレンジ曲が、後者はオリジナル楽曲が使用されている。
ゲームの各ステージは、街中、戦地、抽象的な空間など、状況が全く異なる多様な情景が描かれる。こうしたスタイルは、ディレクターのYoan Faniseが大好きな作品であるという黒澤明監督の日本・アメリカ合作映画『夢』から影響を受けている。

## システム
操作キャラクターは、左右への移動とジャンプを行うことができる。プレイ中にはスコアが継続的に加算されていくが、障害物にぶつかると瞬間的に停止する。ステージ内には光の経路「スターダスト」が敷かれたエリアがあり、ここを辿ると通常よりも多めのスコアが加算される。また、ステージ内に3つある大きい光「オーブ」を取得するとスコアが大きく上昇する。
ゲームの途中には一般の音楽ゲームに近いシステムのパートが挿入される。iOS版とAndroid版では画面上の各所に現れる円をタッチ、Steam版とNintendo Switch版では、画面左側から右に流れてくる円に対応するコントローラのボタンを押す（または画面をタッチする）操作を行い、タイミングに応じて「パーフェクト」「グレート」「グッド」「ミス」の評価がつけられる。
ゴールに到達するとスコアの結果が表示され、満点のスコアの50％以上でステージクリア、50％未満で失敗となる。「カイトの冒険」ではクリアしなければ次のステージへ進めないが、「M.I.R.A.I.の冒険」ではオーブの合計数が一定値に達するごとにステージが解禁される。

## 評価
- Indie Prize Awards 2016 ノミネート[12]
- Emotional Games Awards 2016 「Best Emotional Mobile & Handheld」ノミネート[13]